# Volta a Andalusia 2009
La Volta a Andalusia 2009 és una competició ciclista que es disputà entre el 15 i el 19 de febrer de 2009. El vencedor fou el neerlandès Joost Posthuma, de l'equip Rabobank, per davant del català Xavier Tondo i l'italià Davide Rebellin.

## Etapes
| Etapa | Data         | Recorregut                       | Km           | Vencedor d'etapa  | Líder de la general |
| ----- | ------------ | -------------------------------- | ------------ | ----------------- | ------------------- |
| 1a    | 15 de febrer | Jaén - Jaén                      | 7,3 km (CRI) | Xavier Tondo      | Xavier Tondo        |
| 2a    | 16 de febrer | La Guardia de Jaén - Humilladero | 169,2 km     | Danilo Napolitano | Joost Posthuma      |
| 3a    | 17 de febrer | Vegas del Genil - Còrdova        | 164,2 km     | Gert Steegmans    | Joost Posthuma      |
| 4a    | 18 de febrer | Marbella - Benahavís             | 162,5 km     | Davide Rebellin   | Joost Posthuma      |
| 5a    | 19 de febrer | Torrox Costa - Antequera         | 165,8 km     | Davide Rebellin   | Joost Posthuma      |

## Classificacions finals

### Classificació general
|    | Ciclista              | Equip             | Temps       |
| -- | --------------------- | ----------------- | ----------- |
| 1  | Joost Posthuma        | Rabobank          | 17h 28' 40" |
| 2  | Xavier Tondo          | Andalucía-Cajasur | + 2"        |
| 3  | Davide Rebellin       | Serramenti PVC    | + 3"        |
| 4  | Martin Velits         | Team Milram       | + 5"        |
| 5  | Michele Scarponi      | Serramenti PVC    | + 18"       |
| 6  | Juan José Oroz Ugalde | Euskaltel-Euskadi | + 21"       |
| 7  | David López García    | Caisse d'Epargne  | + 21"       |
| 8  | Beñat Intxausti       | Fuji-Servetto     | + 23"       |
| 9  | Joan Antoni Flecha    | Rabobank          | + 34"       |
| 10 | Gilberto Simoni       | Serramenti PVC    | + 51"       |

### Classificació de la muntanya
|   | Ciclista                      | Equip             | Punts |
| - | ----------------------------- | ----------------- | ----- |
| 1 | Luis Ángel Maté               | Serramenti PVC    | 29    |
| 2 | Francisco José Martínez Pérez | Andalucía-Cajasur | 16    |
| 3 | Jesús del Nero Montes         | Fuji-Servetto     | 12    |

### Classificació dels punts
|   | Ciclista        | Equip          | Punts |
| - | --------------- | -------------- | ----- |
| 1 | Davide Rebellin | Serramenti PVC | 58    |
| 2 | Joost Posthuma  | Rabobank       | 40    |
| 3 | Martin Velits   | Team Milram    | 37    |

### Classificació de les metes volants
|   | Ciclista              | Equip             | Temps |
| - | --------------------- | ----------------- | ----- |
| 1 | Alberto Benítez Román | Fuji-Servetto     | 9     |
| 2 | Javier Ramírez Abeja  | Andalucía-Cajasur | 8     |
| 3 | Luis Ángel Maté       | Serramenti PVC    | 6     |

### Classificació per equips
|   | Equip          | País          | Temps       |
| - | -------------- | ------------- | ----------- |
| 1 | Serramenti PVC | Veneçuela     | 52h 27' 09" |
| 2 | Rabobank       | Països Baixos | + 01' 02"   |
| 3 | Fuji-Servetto  | Espanya       | + 01' 25"   |